# 物部村 (高知県)
物部村（ものべそん）は、高知県の北東部、物部川の源流域にかつて存在していた村。
市町村合併により、現在は香美市物部町となっている。物部川につくられた永瀬ダムにより形成された奥物部湖周辺の大栃地区に村役場（現香美市物部支所）など中心集落がある。

## 概要
面積の約95%を山林が占め、林業や柚子（ゆず）の栽培などの農業、それを使った特産品が主な産業である。特に柚子は、果実のまま賞味される高級品「玉ゆず」の産地と知られる。
剣山国定公園のエリア内にあるべふ峡など、四季折々の自然が楽しめる。また、陰陽道や古神道の一つといわれるいざなぎ流が伝わる地域としても有名なほか、平家の落人伝説も残っている。
1956年の合併当初は人口およそ11,000人であったが、過疎化が著しく末期には3000人強まで激減していた。

## 地理
- 山: 三嶺、白髪山、綱附森、西熊山
- 河川: 物部川
- 湖沼: 奥物部湖（永瀬ダム湖）

### 隣接していた自治体
- 高知県
  - 香美郡香北町
  - 香美郡香我美町
  - 安芸市
- 徳島県
  - 那賀郡那賀町
  - 三好郡東祖谷山村

## 歴史

### 沿革
- 1956年（昭和31年）9月30日 - 香美郡槙山村、上韮生村が合併し、物部村が発足。
- 2006年（平成18年）3月1日- 香北町・土佐山田町と合併し、香美市となり消滅。

## 行政
- 村長:宗石教道（1989年就任）

## 経済

### 産業
- 主な産業
農業：柚子と銀杏が中心。柚子はおよそ200戸が栽培しており、売上高は6億円程度である。
林業：杉、檜
- 産業人口

## 姉妹都市・提携都市

### 国内
- 金津町（福井県）
- 三国町（福井県）
- 芦原町（福井県）

## 地域

### 健康
- 平均年齢

### 教育

#### 幼稚園・保育所
- 物部村立大栃保育所（現・大栃保育園）

#### 小学校
- 物部村立大栃小学校（現・香美市立大栃小学校）

#### 中学校
- 物部村大栃中学校（現・香美市立大栃中学校）

#### 高等学校
- 高知県立大栃高等学校（2010年閉校）

## 交通

### 鉄道
鉄道は村内には通っていない。最寄り駅は、JR四国土讃線土佐山田駅。

### 路線バス
- ジェイアール四国バス大栃線（現在は美良布（アンパンマンミュージアム）・大栃間が廃止されたため、その区間はフリー乗降可能な香美市営デマンドバス「ものべゆず号」が運行されている[3]。）
- 物部村営バス（現香美市営バス）

### 道路
高速道路
最寄りのインターチェンジ：高知自動車道南国インターチェンジ（南国市）
一般国道
市町村内を走る一般国道：国道195号
都道府県道
市町村内を走る県道：

## 名所・旧跡・観光スポット・祭事・催事

### 名所・旧跡・観光スポット
- べふ峡
- べふ峡温泉
- 西熊渓谷
- 奥物部湖
- 奥物部ふるさと物産館（物産店、レストラン、奥物部美術館）[4]

### 祭事・催事
- いざなぎ流神楽
- 湖水祭（8月）

### 物部を舞台にしたゲーム
- ものべの

## 出身著名人
- 島内武重（自由民権運動家・貴族院多額納税者議員）